# Elke Scheuermann
Elke Scheuermann (* 25. Dezember 1963 in Sindelfingen) ist eine deutsche Innenarchitektin, Bühnen- und Kostümbildnerin. Sie lebt in Zürich.

## Ausbildung und Werdegang
Ihre Ausbildung erhielt Scheuermann an der Staatlichen Akademie der Bildenden Künste in Stuttgart. Ihr Studium schloss sie 1989 als Diplom-Ingenieurin ab. Danach arbeitete sie für verschiedene internationale Architektur- und Designbüros, u. a. für das Atelier Philippe Starck (Paris), Studio Matteo Thun (Mailand) und Peter Thomann (Zürich). Es folgten Bühnenbild- und Kostümassistenzen an verschiedenen bedeutenden Theatern, u. a. bei Raimund Bauer, Rolf Glittenberg, Hartmut Meyer am Schauspielhaus Zürich, bei Jörg Jara, am Grand Théâtre de Genève, sowie die Kostümassistenz für Frida Parmeggiani beim Ring des Nibelungen (Regie Robert Wilson) am Opernhaus Zürich.
In den 2000er Jahren schloss sich Scheuermann mit Bettina Disler und Sara Valentina Giancane zum „Regieteam“ rakete3 für Oper, Theater und Film zusammen. Die drei realisierten in Zürich zwei multimediale Opernprojekte, Sancta Susanna (mit Paul Hindemiths expressionistischem Einakter im Mittelpunkt) und Schlaf, Kindlein, schlaf von Bernd Schurer, eine Fantasie um Blaubart, sowie die Kinderoper Das Traumfresserchen nach Michael Ende an der Deutschen Oper in Berlin.

## Eigene Ausstattungen
- Das kunstseidene Mädchen von Irmgard Keun (Regie Lavinia Frey), Schauspielhauskeller Zürich, 1997
- Der Kampf des Negers und der Hunde (Regie Lilian Naef), Theater M.A.R.I.E. Aarau und Winkelwiese Zürich, 2002
- Sancta Susanna (Regie Bettina Disler), Oper im Volkshaus, Zürich, 2002
- Hans Heiling, Wettbewerb EU Opernregie-Preis 03, Strasbourg, 2002/2003
- Hoffmanns Erzählungen, Ring Award 03, Bühnen Graz, 2002/2003
- schlaf kindlein schlaf (Regie Bettina Disler), elektronische Oper im Blauen Saal, Zürich, 2002/2003
- Orpheus in der Unterwelt (Regie Ueli Peter), Kaufleutensaal, Zürich, 2003
- Albert Herring von Benjamin Britten (Regie Gudrun Hartmann), Opernhausstudio Zürich, 2003
- Das Tintenherz (Regie Uwe Schoenbeck), Stadttheater Bern, 2005
- Das Traumfresserchen (Regie Bettina Disler), Kinderoper an der Deutschen Oper, Berlin, 2005
- Ein Sommernachtstraum von William Shakespeare (Regie Jordi Vilardaga), Theater Kanton Zürich, 2006
- Onkel Wanja von Anton Tschechow (Regie Jordi Vilardaga), Theater Kanton Zürich, 2007